# Григорьевка (Тимирязевский район)
Григорьевка (каз. Григорьевка) — упразднённое село в Тимирязевском районе Северо-Казахстанской области Казахстана. Входило в состав Дзержинского сельского округа. Ликвидировано в 2005 году.

## История
Указом ПВС Казахской ССР от 16.08.1971 года посёлку отделения №1 совхоза «Дзержинский» присвоено наименование село Григорьевка.

## Население
В 1989 году население села составляло 69 человек. Национальный состав: русские — 69%. Согласно переписи 1999 года в селе проживало 23 человека (13 мужчин и 10 женщин).